# جوجل هانج آوتس
جوجل هانج آوتس أو هانك آوتس (بالإنجليزية: Google Hangouts)‏ خدمة للتواصل عبر الإنترنت، تضم المحادثة الفورية والتواصل عبر الفيديو. تم تطوير هذه الخدمة من قبل شركة جوجل (أو غوغل) وتم إطلاقها في 15 مايو عام 2013.
وتوجد هذه الخدمة ضمن حزمة خدمات جوجل+ بحيث يمكن ل 10 أشخاص أن يتواصلوا عبر الصوت والصورة والكتابة.
بعد تجاوز عدد مستخدمي جوجل+ حاجز الـ 400 مليون مستخدم خلال عام واحد من طرح الخدمة في 2011، تثبت جوجل أنها إحدى اللاعبين الأساسيين في فضاء التواصل الاجتماعي، إذ أصبحت خدمة جوجل+ بمثابة «الركيزة الاجتماعية» التي تضم جميع منتجات جوجل وخدماتها - بدءاً من البحث ومروراً بالخرائط ووصولاً إلى يوتيوب. وبذلك تكون خدمة جوجل+ منصة واحدة تشمل في طياتها جميع الخدمات والميزات التي تقدمها جوجل للمستخدمين.
جلسة Hangout على جوجل+ هي تقنية اجتماعات الفيديو الخاصة بشركة جوجل والتي يمكنها استضافة ما يصل إلى 10 أشخاص في آن واحد ومن خلال جلسة Hangout واحدة. كما أنها توفر إمكانية بث جلسة Hangout على نطاق عام وبشكل متزامن عبر ميزة البث المباشر على يوتيوب. وقد جذبت ميزة Hangout شعبية كبيرة منذ طرحها على جوجل+، كما أثبتت كفاءتها وأهميتها المتزايدة بالنسبة إلى وسائل الإعلام حول العالم. توفر جلسة Hangout على جوجل+ للفرد طريقة فريدة من نوعها في التواصل مع جمهوره نظرًا لأنها تتيح له إمكانية إجراء مناقشة تفاعلية للغاية، سواء أكان يريد مشاركة مستندات أو المشاركة في مشاهدة مقطع فيديو على يوتيوب أو مجرد استخدام بعض التأثيرات السطحية المثيرة.
كما ترجع الشعبية الكبيرة التي شهدتها تقنية Hangout إلى أنها مكنت المستخدمين من إجراء نقاش على مستوى عالمي. ولقد استفاد عدد كبير من القنوات الإخبارية من إمكانيات تقنية Hangout على جوجل+ عن طريق إجراء حوارات مع شخصيات شهيرة وضيوف بارزين على الهواء مباشرة عبر صفحاتهم على جوجل+، حيث يمكن لعدد غير محدود من الجماهير مشاهدة الحوار في الوقت الفعلي والتفاعل معه أيضًا من خلال التعليقات، وبذلك تحول المستخدمون من مجرد مشاهدين إلى شركاء في الحوار.
كما انضمت شخصيات بارزة من مختلف أنحاء الشرق الأوسط ومن جميع أنحاء العالم أيضًا إلى جمهور مستخدمي تقنية Hangout على جوجل+ للتواصل مع الجمهور من خلال حوارات تفاعلية تتسم بالانفتاح والشفافية. كما شارك سياسيون مثل الرئيس التونسي منصف المرزوقي في جلسة Hangout على جوجل+ وذلك في إطار فعاليات اليوم العالمي لحرية الصحافة والتي استضافتها تونس مطلع هذا العام، بينما أضفى المرشح الرئاسي المصري حمدين صباحي على حملته الانتخابية طابعًا رقميًا من خلال جلسة Hangout شارك فيها 30 شخصًا وتم التعرض خلالها لعدد كبير جدًا من القضايا المهمة.
ونظرًا لأن معظم الصحفيين يحتاجون إلى التواجد في قلب الحدث لنقل الأخبار حال حدوثها، لزم تمكينهم من أدوات يمكنهم الاعتماد عليها في نقل ما يتم التوصل إليه على الفور. ولهذا تم تصميم تطبيق +Google للعمل على أجهزة Android وiPhone حتى يتيح للصحفيين من موقع الحدث الانضمام إلى جلسة Hangout على الهواء مباشرة في +Google ومن هواتفهم الذكية لنقل الأحداث فور وقوعها. جميع جلسات Hangout التي يتم بثها على الهواء تُبث بشكل فوري على YouTube، بحيث يتمكن نطاق أوسع من الجمهور من مشاهدتها.
ولا يقتصر استخدام جلسات Hangout على القنوات الإعلامية والسياسيين؛ فهناك المشاهير والنجوم من مختلف أنحاء الشرق الأوسط والذين يستعينون بهذه الميزة المبتكرة في التواصل مع جماهيرهم وتجاوز الحدود التي تفصل بينهم. ومن أمثلة ذلك جلسات Hangout العامة التي عقدها المطربان الشهيران عمرو دياب وميريام فارس مع المعجبين لمناقشة سجل الإنجازات وأحدث الإصدارات والخطط المستقبلية لهما.
كما تستخدم الشركات والكيانات التجارية في جميع أنحاء العالم جلسات Hangout على جوجل+ لعقد اجتماعات فيديو، بالإضافة إلى استخدام هذه التقنية بين طلاب الجامعة للتعاون مع بعضهم على إعداد المشروعات الجماعية، علاوة على أنها وسيلة للتواصل بين الأحباب على بعد آلاف الأميال.

## وصلات خارجية
- الموقع الرسمي